# Volfied
Volfied (ヴォルフィード?, Vorufīdo) è un videogioco arcade del 1989 sviluppato da Taito, secondo sequel di Qix. Il titolo è stato convertito per numerose piattaforme, tra cui home computer, e incluso nella raccolta Taito Legends. La versione per Sega Mega Drive del gioco è stata pubblicata come Ultimate Qix. La versione PC Engine è stata inoltre distribuita per Wii tramite Virtual Console.
Un remake uscì in Giappone nel 2001 per PlayStation come l'80° volume dell'antologia Simple 1500 Series di D3 Publisher. Lo stesso venne distribuito anche in Nord America col nome di Qix Neo.

## Modalità di gioco
Volfied è il successore spirituale di Qix, con funzionalità extra e un'estetica fantascientifica, piuttosto che lo stile geometrico astratto dell'originale; il giocatore pilota una piccola astronave chiamata "Monotros" invece di un marcatore, e i nemici si presentano sotto forma di vari alieni.
Il gameplay complessivo è identico a quello dei predecessori, ma il nemico principale non è più un insieme di linee, ma varia da un livello all'altro ed è sempre accompagnato da nemici più piccoli. Quando l'astronave del giocatore riesce a rivendicare una sezione del livello, il lato contenente il nemico principale viene considerato "l'esterno". Tutti i nemici più piccoli che finiscono "all'interno" vengono uccisi, con conseguente bonus in punti. Per completare un livello, il giocatore deve rivendicare almeno l'80% dell'area di gioco. In precedenza, i limiti erano del 75% in Qix e del 70% in Super Qix. Ogni livello di Volfied ha uno sfondo e nemici unici. Man mano che il giocatore conquista le aree del livello, l'immagine dell'area cancellata viene sostituita con l'immagine del livello successivo. Sul campo compaiono anche delle caselle grigie: queste danno al giocatore un potenziamento casuale quando vengono raccolte. I potenziamenti possono garantire velocità al giocatore o persino armi. C'è uno speciale bonus di completamento su certi livelli, spesso ottenuto sparando al nemico principale.

## Accoglienza
In Giappone, la rivista Game Machine ha indicato Volfied nel numero del 15 settembre 1989 come la unità arcade di maggior successo del mese.